# Операція «Грім»
Операція «Грім» — кодова назва операції з випробування ядерного вибуху, яка була проведена в СРСР 6 жовтня 1961  року близько 10 години 15 хвилин за московським часом (UTC+4) на ракетному полігоні Капустин Яр, що в північно-західній частині Астраханської області Росії і в західній частині Гур'євської та Західно-Казахстанської областей Казахстану.

## Історія
Ця операція проводилася для вивчення вражаючих факторів висотного ядерного вибуху в інтересах військ ПРО. Балістична ракета Р-5М доставила 40 кт ядерний заряд на висоту приблизно 40 км, після чого він був підірваний. Для вивчення вражаючих факторів вибуху були використані чотири термостійких сталевих контейнери з вимірювальною апаратурою, які кріпилися під спеціальними обтікачем до самої ракети з ядерним зарядом. Контейнери мали сферичну форму і діаметром 500 мм, до ракети вони кріпилися за допомогою пірозамків (піроболтів), які спрацьовували за радіосигналом. Після спрацьовування пірозамків в заданий час, контейнери відділялися від ракети і витягали за собою сталеві троси, які мали дротові датчики через кожні 20 м довжини троса. Так було визначено відстань контейнерів від ракети в момент ядерного вибуху, вона становила 140—150 м, а висота вибуху склала 41 300 м. Після вибуху, зареєструвавши всі його параметри, контейнери падали на землю.
Для перевірки закономірності поширення гамма-випромінювання і нейтронів в умовах зниженої щільності повітря були запущені дві обладнані приладами зенітні ракети 207АТ. Одна ракета запускалася через 10 секунд після запуску Р-5М з ядерним зарядом, інша через 20 с, і в момент вибуху вони перебували на відстані 40 км від епіцентру, і на висотах 31 км і 39 км відповідно.
Операція була проведена рівно через місяць після проведення операції «Гроза».